# Nikolay Nikolayevich Krestinsky
Nikolay Nikolayevich Krestinsky (tiếng Nga: Никола́й Никола́евич Крести́нский; 13 tháng 10 năm 1883 – 15 tháng 3 năm 1938) là một nhà cách mạng Bolshevik Nga và chính trị gia Liên Xô.

## Tiểu sử

### Xuất thân
Krestinsky sinh ra tại thị trấn Mogilev, nay là Mahilyow Voblast của Belarus. Theo chuyên viên lưu trữ của Nga A. B. Roginsky, Krestinsky có gốc gác là người Nga. Các nguồn tài liệu khác cho thấy gốc gác Ukraina của ông, trong khi theo Felix Chuev, Vyacheslav Molotov cho rằng gia đình Krestinsky đã cải đạo từ Do Thái giáo sang Chính Thống giáo Đông phương.

### Nắm quyền
Krestinsky gia nhập Đảng Lao động Dân chủ Xã hội Nga vào năm 1903 và đứng về phía Bolshevik. Sau cuộc Cách mạng tháng Hai lật đổ chế độ quân chủ ở Nga,  ông đã chứng tỏ là một nhà tổ chức tài ba  và được bầu vào Ban Chấp hành Trung ương Đảng Bolshevik vào ngày 3 tháng 8 năm 1917 (Lịch Cũ). Ông còn là một thành viên của Ban tổ chức Trung ương Liên Xô (Orgburo) đầu tiên vào ngày 16 tháng 1 năm 1919 và Bộ Chính trị đầu tiên vào ngày 25 tháng 3 năm 1919. Ông còn là một thành viên của Ban Bí thư Trung ương Đảng vào ngày 29 tháng 11 năm 1919 và giữ cương vị Bí thư trách nhiệm của Đảng trong một năm rưỡi.

### Thất thế
Vào cuối năm 1920 đến đầu năm 1921, sau khi Bolshevik giành chiến thắng trong cuộc Nội chiến Nga, Krestinsky đã ủng hộ phe Leon Trotsky trong một tranh chấp ngày càng gay gắt hơn về sự chỉ đạo của đất nước. Sau chiến thắng của Vladimir Lenin tại Đại hội X của Đảng vào tháng 3 năm 1921, Krestinsky mất ghế trong Bộ Chính trị, Ban Bí thư và Ban tổ chức Trung ương và trở thành đại sứ Liên Xô tại Đức. Chức vụ này là một trong những vị trí quan trọng và nhạy cảm vì mối quan hệ chủ yếu và tinh tế của Liên Xô với Đức tại thời điểm đó, nhưng gần như không quan trọng như các chức vụ trước đây của ông. Krestinsky còn ủng hộ Trotsky và phe đối lập cánh tả còn lại vào năm 1923 đến đầu năm 1927, nhưng đã tách mình khỏi Trotsky sau năm 1927. Ông hoàn toàn chấm dứt mối quan hệ với phe đối lập vào tháng 4 năm 1928.

### Tòa án Đại Xử
Krestinsky tiếp tục làm việc như một nhà ngoại giao cho đến năm 1937 khi ông bị bắt trong cuộc Đại thanh trừng. Ông bị đưa ra xét xử (như là một phần của Phiên tòa Hai mốt tên) vào ngày 12 tháng 3 năm 1938. Trong khi hầu hết các bị cáo khác thừa nhận tội trạng của họ trong phiên Tòa án Đại Xử Moskva, Krestinsky lúc đầu từ chối tất cả mọi thứ, nhưng đã thú nhận vào ngày hôm sau. Ông bị kết án tử hình và án được thi hành vào tháng 3 năm 1938, mãi về sau mới được minh oan một phần trong việc xét lại chủ nghĩa Stalin dưới thời Nikita Khrushchev và đã được xóa bỏ tất cả mọi cáo buộc trong quá trình perestroika.